# Cool Cat (film)
 (juin 2021).
Cool Cat est un dessin animé de la série Looney Tunes réalisé par Alex Lovy et sorti en 1967. il met en scène Cool Cat et le colonel Rimfire.

## Synopsis
Un chasseur de gros gibier nommé le colonel Rimfire visite une jungle africaine dans son éléphant robotique , Ella, mais déplore le fait qu'il n'a rien vu qui vaille la peine d'être tiré depuis son arrivée. Peu de temps après, il tombe sur le personnage principal, Cool Cat, un tigre cool portant un béret, qui marche dans la jungle avec un parasol . En voyant Cool Cat, Rimfire remarque " Je taquine je taie un tat puddy !Un tatouage de type tigre !" et le poursuit alors qu'il est caché à l'intérieur d'Ella. Il finit par exploser Cool Cat avec un fusil de chasse caché dans le coffre d'Ella, mais Cool Cat se penche pour renifler des fleurs juste au moment où le fusil à pompe tire, et Rimfire ne réussit qu'à détruire son ombrelle. Cool Cat confond Ella avec un véritable éléphant et l'avertit que quelqu'un leur tire dessus et qu'ils devraient fuir, ce que Cool Cat fait. Rimfire interprète à tort cela comme Cool Cat l'avertissant que quelqu'un d'autre les attaque tous les deux , et essaie de piloter Ella vers la sécurité, seulement pour traverser le bord d'une falaise et tomber dans un gouffre.
Rimfire repousse furieusement Ella jusqu'au bord du gouffre jusqu'à la jungle au-dessus, et Cool Cat aide Ella jusqu'au sommet, ne remarquant pas la présence de Rimfire, et renverse accidentellement le chasseur dans le gouffre. Pensant toujours qu'Ella est un véritable éléphant, Cool Cat l'emmène par sa trompe pour démontrer ses compétences de survie, tandis que Rimfire sort du gouffre pour la deuxième fois. Alors que Cool Cat mène Ella à travers la jungle, un éléphant mâle amoureux poursuit Ella, mais est ensuite attrapé par Rimfire qui commet l'erreur inverse de Cool Cat et suppose que l'éléphant mâle est en fait Ella. Après avoir tiré sur la peau de l'éléphant (le mettant en colère dans le processus) à la recherche d'une trappe d'entrée, Rimfire se rend finalement compte qu'il a en fait affaire à un vrai éléphant, à qui il s'excuse ensuite,
Après s'être remis de ses coups, Rimfire remarque Cool Cat à la recherche de nourriture et décide de lui lancer "un ananas explosif" sous la forme d'une grenade à main . Au lieu de retirer la goupille de la grenade avec ses dents, Rimfire retire sans le savoir son dentier de sa bouche avec la goupille, puis jette la grenade non armée sur Cool Cat. Le tigre le confond avec un ananas et l'offre à Ella, mais après que l'éléphant mécanique ne réagisse pas, il jette la grenade, la faisant se retrouver avec Rimfire. À son tour, Rimfire confond le dentier bavard avec une tarentule et sort son fusil de chasse pour le faire exploser, faisant exploser la grenade et détruisant son dentier.
Rimfire décide alors de se cacher dans un bongo abandonné qu'il trouve dans la jungle et de faire exploser Cool Cat quand il s'en approche, mais Cool Cat joue un air à Ella sur le bongo quand il le trouve, ce qui laisse Rimfire hébété. Il répète son plan avec un gros buisson, mais Cool Cat décide de faire une démonstration de "Jungle Judo" sur le buisson, battant Rimfire dans le processus, puis pousse Ella dans le buisson pour qu'elle puisse essayer la même chose, seulement pour qu'elle passe proprement à travers le buisson, puis écrase Rimfire sur le flanc d'une falaise. Exaspéré, Rimfire enfin abandonne et dit à Cool Cat qu'il va quitter la jungle, seulement pour découvrir qu'Ella est à court d'essence et commence le voyage de 2000 miles jusqu'à la station-service la plus proche. Cool Cat ouvre alors le hayon arrière d'Ella et vérifie le moteur, puis remarque qu'"ils ne font plus d'éléphants comme avant".